# Рэндолл, Сьюз
Сью́зен Е. «Сьюз» Рэ́ндолл (англ. Susan E. «Suze» Randall; 18 мая 1946, Вустер, Англия, Великобритания) — британская фотомодель, фотограф и порнофотограф.

## Биография
Сьюзен Е. Рэндолл родилась 18 мая 1946 года в Вустере (Англия, Великобритания).
Работала фотографом для журналов Playboy и Hustler. Стала одной из первых женщин-порнорежиссёров; она сняла «Поцелуй и расскажи» в 1980 году. Она является главой одного из самых крупнейших сайта для взрослых «Suze Network».
Изначально работала медсестрой, но в начале 1970-х годов начала карьеру фотомодели.
Сняла фото для календаря «Lamb’s Navy Rum», сняла множество обложек для альбомов музыкантов, в том числе для «Revenge» (сторонний проект Питера Хука из «New Order»).
Замужем за писателем Хамфри Найпом. У супругов есть дочь — Холли Рэндолл (род. 5 сентября 1978), эротический фотограф.